# Une meurtrière dans l'équipe
Pour plus de détails, voir Fiche technique et Distribution.
Une meurtrière dans l'équipe (titre original : The Wrong Cheer Captain) est un téléfilm américain réalisé par David DeCoteau, avec Vivica A. Fox, Jackée Harry et Alexis Samone dans les rôles principaux, diffusé en 2021. Le téléfilm est produit par Lifetime.

## Synopsis
Kate est une pom-pom girl dont la meilleure amie, Emma, a été nommée capitaine de l’équipe. Cependant, une nouvelle fille de l’équipe, Anna, pense qu’elle aurait plutôt dû être nommée capitaine. Emma finit par mourir tragiquement. Que s’est-il passé ? Kate commence à soupçonner qu’Anna, qui est devenue le nouveau capitaine de l’équipe, est responsable de la mort d’Emma. Mais alors que Kate essaie de trouver la vérité, Anna cherche à détruire sa vie. 

## Distribution
- Alexis Samone : Kate
- Noah Fearnley : Shane
- Claire Tablizo : Emma Rogers
- Sofia Masson : Anna
- Vivica A. Fox : Carol
- Jackée Harry : la principale Simpson
- Chelsea Gilson : Entraîneur Johnson
- Meredith Thomas : Mme Jacobs
- Marc Herrmann : M. Olsen
- Alli Albrecht : Susie Jacobs[2]
- Avery Ashton : Cari
- Alexa Marie Anderson : Becca
- Shellie Sterling : Détective Page
- Tyler Price : Dana
- Mara Greene : Cheerleader
- Jessi Spickard : Cheerleader[3]

## Production
Le film a été entièrement tourné en Californie, dans la ville de Los Angeles.